# Ichneumon flavofacialis
Ichneumon flavofacialis är en stekelart som beskrevs av Henry Lorenz Viereck 1905. Ichneumon flavofacialis ingår i släktet Ichneumon och familjen brokparasitsteklar. Inga underarter finns listade i Catalogue of Life.